# Liste des États allemands au cours de l'histoire
 (juillet 2018).
Si vous disposez d'ouvrages ou d'articles de référence ou si vous connaissez des sites web de qualité traitant du thème abordé ici, merci de compléter l'article en donnant les références utiles à sa vérifiabilité et en les liant à la section « Notes et références ».
L'Allemagne a été traditionnellement au cours des siècles un pays organisé en une multitude d'états mosaiques indépendants les uns des autres dans un premier temps, puis organisés sur un mode fédéral par la suite. Après la dissolution du Saint-Empire romain germanique en 1806 avec le traité de Presbourg, les territoires germanophones se sont regroupés dans la confédération du Rhin (jusqu'en 1813), puis dans la Confédération germanique (1815-1866), une ligue d'États comportant certains traits fédératifs. Après la guerre entre l'Autriche et la Prusse de 1866, la Prusse mène les États du Nord vers la confédération de l'Allemagne du Nord de 1867-1870. Les États du Sud les rejoignent à leurs tour lors de la guerre franco-allemande de 1870, qui a conséquemment donné naissance à l'Allemagne comme État à part entière sous la forme d'un Empire allemand (1871-1918). Cette entité sera remplacée par la république de Weimar de 1919 à 1933, puis par le Troisième Reich de 1933 à 1945, après quoi le pays est divisé en deux États distincts, l'Allemagne de l'Ouest et l'Allemagne de l'Est de 1949 à 1990 jusqu'à la réunification allemande qui a donné naissance à l'Allemagne actuelle.

## États et territoires du Saint Empire romain germanique

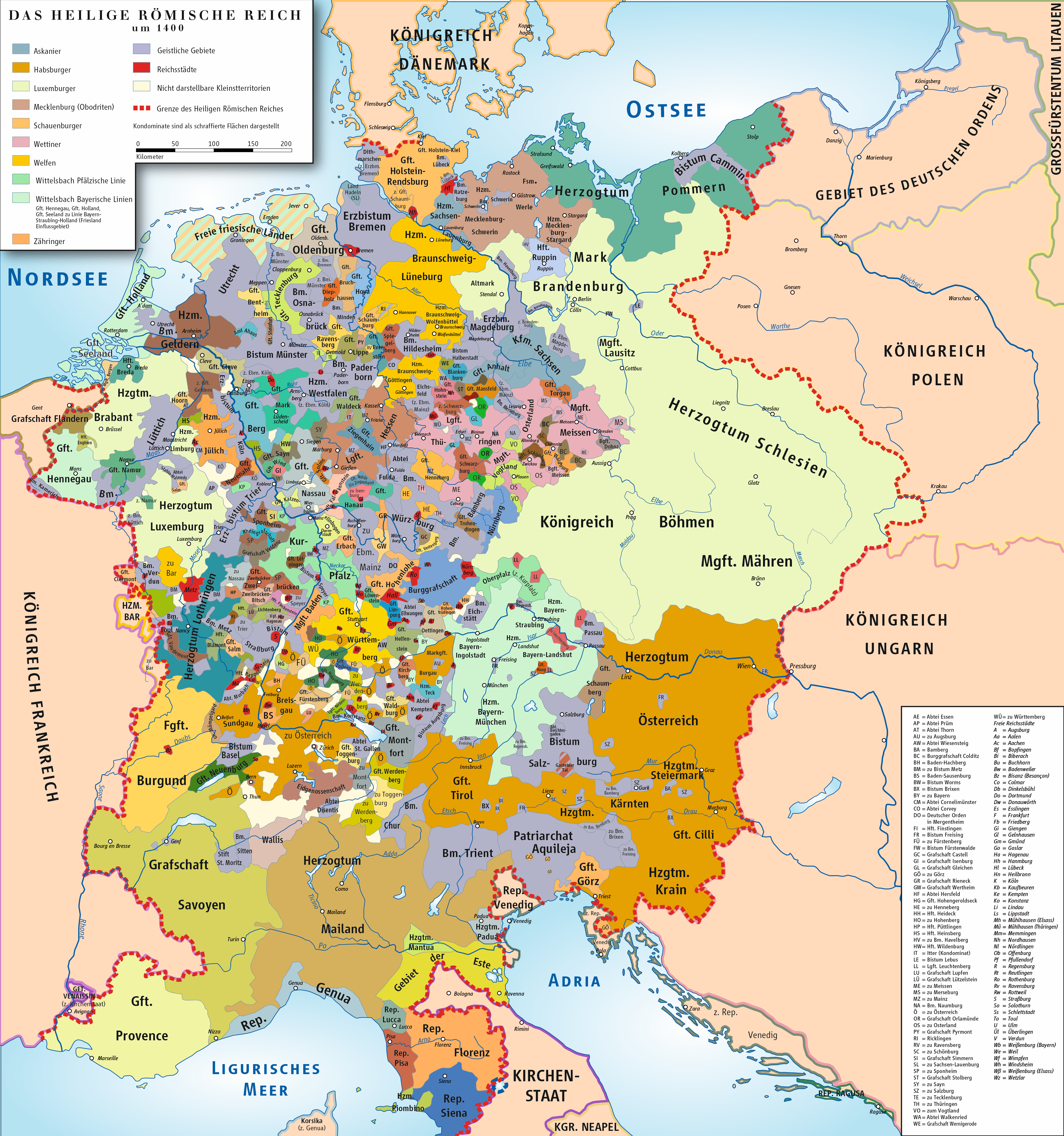
Carte du Saint-Empire romain germanique vers l'an 1400

## États de la confédération du Rhin

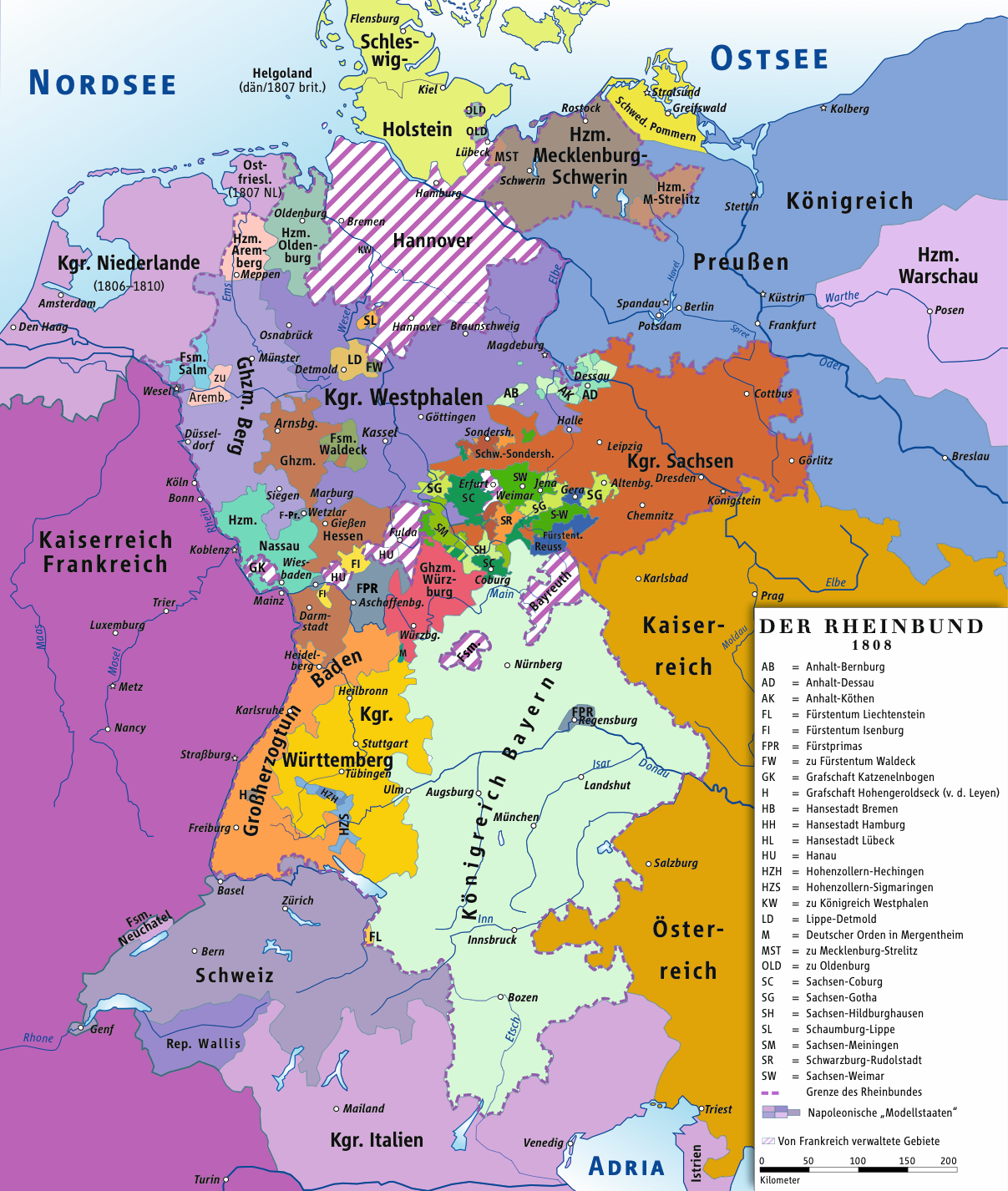
Carte de la confédération du Rhin en 1808

## États de la Confédération germanique

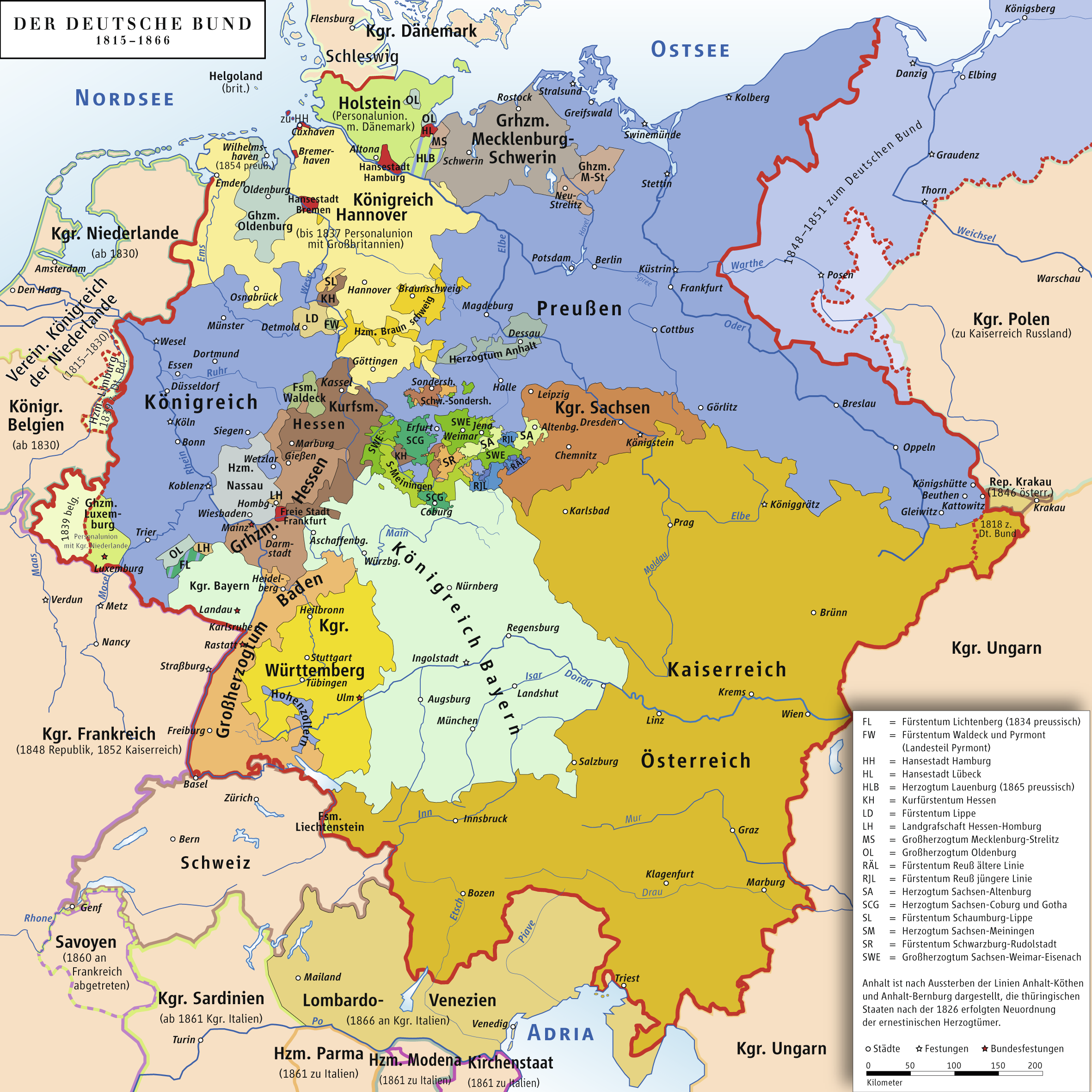
Carte de la Confédération germanique

En 1864, l’Autriche et la Prusse devinrent conjointement souverains du Holstein (membre de la Confédération) et du Schleswig (étranger à la Confédération).

## États de la confédération d’Allemagne du Nord

## L'Empire allemand

Une carte de l'Empire allemand.

## La république de Weimar

Carte de la république de Weimar.

## Le Troisième Reich

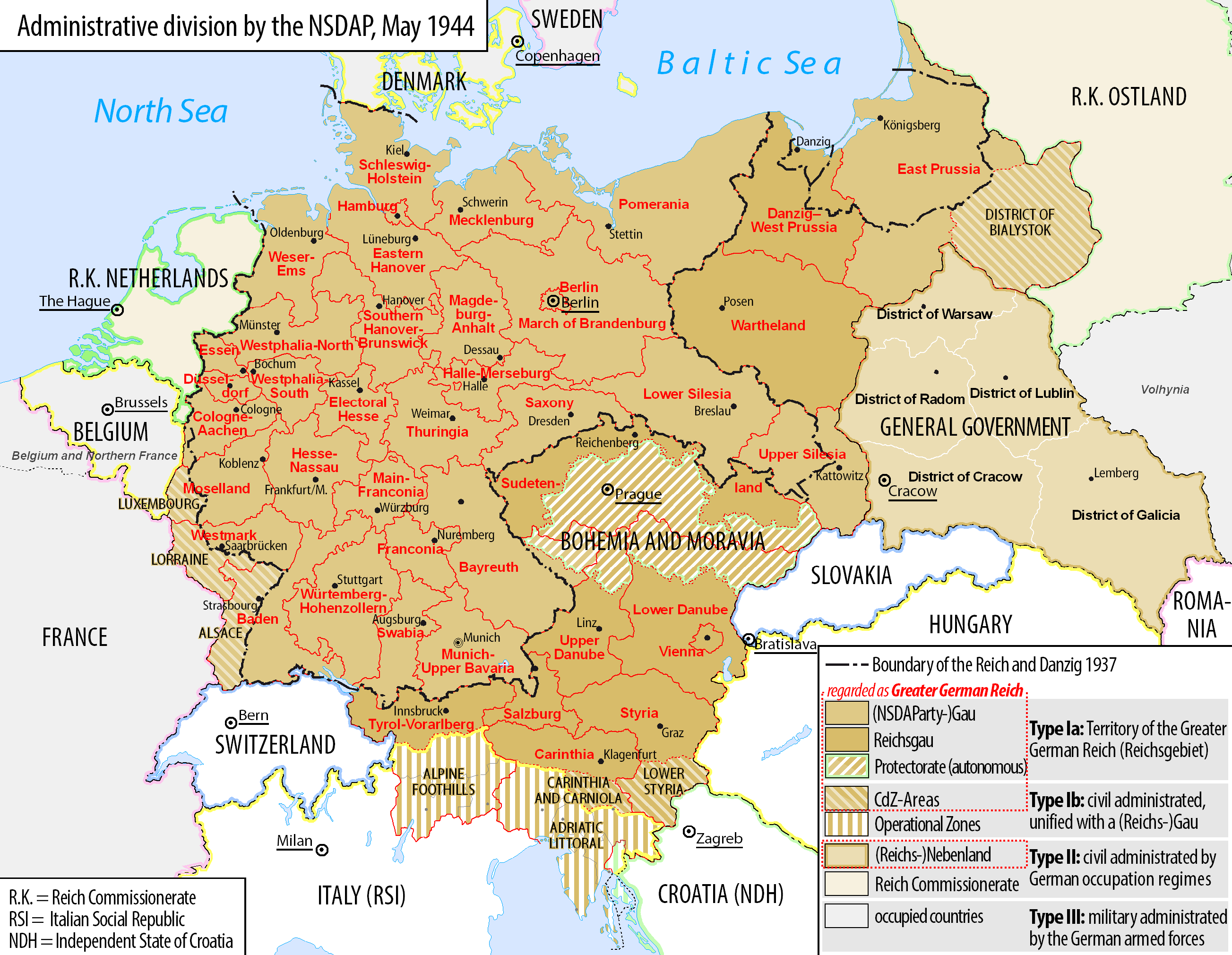
Carte du Troisième Reich en mai 1944.

## L'Allemagne de l'Ouest et l'Allemagne de l'Est
| |
| La République fédérale d'Allemagne à sa création en 1949, en bleu clair. La Sarre (en violet) constituait un État indépendant et souverain, sous protectorat français. Berlin-Ouest est en jaune, tandis que la zone d'occupation soviétique, future RDA, est en rouge. |

|                                                                                     |
| La République fédérale d'Allemagne et ses Landers, à la veille de la réunification. |

|                                         |
| Les 15 districts de la RDA (1952-1990). |

## Source
- Jean Sellier et André Sellier, Atlas des peuples d'Europe occidentale, La Découverte, 1995, « L'espace germanique et lotharingien », p. 100-153.